# Épisodes de Kidnapped
Cet article présente le guide des épisodes de la série télévisée américaine Kidnapped.

## Généralités
- Aux États-Unis, la saison a été diffusée du 20 septembre 2006 au 12 mai 2007 sur le réseau NBC.

## Distribution

### Acteurs principaux
- Jeremy Sisto : Lucian Knapp
- Delroy Lindo : Latimer King
- Carmen Ejogo : Turner
- Linus Roache : Andy Archer
- Mykelti Williamson : Virgil Hayes
- Timothy Hutton : Conrad Cain
- Dana Delany : Ellie Cain
- Will Denton : Leopold Cain

### Acteurs récurrents
- Boris McGiver : Greene (épisodes 1 et 4)
- Doug Hutchison : Schroeder / James Devere (épisodes 1 à 7)
- Ricky Jay : Roger Prince (épisodes 1, 4, 8 et 11)
- Robert John Burke : Bellows (épisodes 2 à 8, 11 à 12)
- Otto Sanchez : Otto (épisodes 1 à 8, 11 à 12)
- Michael Mosley : Malcolm Atkins
- James Urbaniak : Le Comptable (épisodes 1 à 5, 8 à 10)
- Audra McDonald : Jackie Hayes (épisodes 1, 4 et 7)
- Lydia Grace Jordan : Alice Cain (épisodes 1 à 3, 5 à 8, 12 à 13)
- Millie Tirelli : Maria (épisodes 1 à 2)
- Olivia Thirlby : Aubrey Cain (épisodes 2 à 3, 6 à 7 et 9)
- Anthony Rapp : Larry Kellogg (épisodes 2 à 3, 7 et 13)
- Robert Clohessy : L'Opérateur (épisodes 3, 5 à 8, 11 à 13)
- Michael Mulheren : Jimbo (épisodes 2 à 3)
- Albert Jones : Sam (épisodes 1 à 2)
- Robert Foxworth : Benjamin Brand (épisodes 6 et 7)
- Madchen Amick : Vivian Guttman (épisodes 5, 8, 9 à 10)
- Jaime Tirelli : Espinoza (épisodes 3, 7, 10 à 12)
- Amy Ryan : Maureen Campbell (épisodes 4 et 7)
- Phyllis Somerville : Annie Phillips (épisodes 7, 9 et 13)
- Giancarlo Esposito : Vance (épisodes 7 et 8)
- Ray Ianicelli : Terry (épisodes 2 et 8)
- Jason Cottle : Jerry (épisodes 3, 8 et 13)
- Rosalyn Coleman : Trish King (épisodes 8 et 11)
- Susan Kelechi Watson : Ella King (épisodes 8, 10 et 11)
- Titus Welliver : Sénateur Bill Ross (épisodes 8 et 11)
- Elizabeth Marvel : Madeleine (épisodes 12 et 13)

### Invités
- Desmond Harrington : Kenneth Cantrell
- Brett Del Buono : Alfred Masters
- Hana Moon : Elizabeth Westlake
- Natalie Distler : Samantha
- Lee Shepherd : Monsieur Kahn
- Lily Mercer : Madame Kahn
- Lisa Joyce : Lisa Cantrell
- Terry Kinney : James Sullivan
- Ebon Moss-Bachrach : Tucker
- Victoria Cartagena : Diane Weaver
- Adam LeFevre : Wes
- Joel Marsh Garland : Danny
- Ritchie Coster : Bradwell Scott
- Brennan Brown : Paul Levine
- Zoe Lister-Jones : E.J.
- Henry Strozier : George Colker
- Reed Birney : Mancini
- Gene Harrison : Ray Canton
- Richard Chang : Minh Gangzhou
- Chris Chinn : Yan Gangzhou
- Michelle Hurd : Katherine
- David Fonteno : Gus
- Ana Reeder : Ana Devere
- Josh Pavloff : Loguasto
- Stivi Paskoski : Détective Holly
- Michael McKenzie : Devlin Whitehead
- Tom Noonan : Gibson
- Maury Ginsberg : Docteur Emerson
- Anne Torsiglieri : La femme du Comptable
- Ruby Jerins : Annabel Kellogg
- Chance Kelly : Campo
- Alison Bartlett : Trish Calhoun
- Khari Johnson : Kwame King
- Adam Trese : Ailes
- Meghan Rafferty : Claire Phillips
- Tibor Feldman : Docteur Richard Jannsen
- David Patrick Kelly : Kurso

## Épisodes

### Épisode 1:L'Alternative
- États-Unis : 20 septembre 2006 sur NBC
- France : 15 novembre 2007 sur M6

- Boris McGiver (Greene)
- Doug Hutchison (Schroeder / James Devere)
- Ricky Jay (Roger Prince)
- Robert John Burke (Bellows)
- Otto Sanchez (Otto)
- Michael Mosley (Malcolm Atkins)
- Audra McDonald (Jackie Hayes)
- Lydia Grace Jordan (Alice Cain)
- James Urbaniak (Le Comptable)
- Brett Del Buono (Alfred Masters)
- Millie Tirelli (Maria)
- Albert Jones (Sam)
- Hana Moon (Elizabeth Westlake)
- Natalie Distler (Samantha)
- Lee Shepherd (Monsieur Kahn)
- Lily Mercer (Madame Kahn)

### Épisode 2:Double enlèvement
- États-Unis : 27 septembre 2006 sur NBC
- France : 15 novembre 2007 sur M6

- Doug Hutchison (Schroeder / James Devere)
- Olivia Thirlby (Aubrey Cain)
- Desmond Harrington (Kenneth Cantrell)
- Anthony Rapp (Larry Kellogg)
- Victoria Cartagena (Diane Weaver)
- Adam LeFevre (Wes)
- Joel Marsh Garland (Danny)
- Robert John Burke (Bellows)
- Otto Sanchez (Otto)
- Michael Mosley (Malcolm Atkins)
- Lydia Grace Jordan (Alice Cain)
- Michael Mulheren (Jimbo)
- Millie Tirelli (Maria)
- Albert Jones (Sam)
- Lisa Joyce (Lisa Cantrell)
- Ray Ianicelli (Terry)
- James Urbaniak (Le Comptable)

### Épisode 3:La Morsure du passé
- États-Unis : 4 octobre 2006 sur NBC
- France : 15 novembre 2007 sur M6

- Terry Kinney (James Sullivan)
- Doug Hutchison (Schroeder / James Devere)
- Olivia Thirlby (Aubrey Cain)
- Ebon Moss-Bachrach (Tucker)
- Ritchie Coster (Bradwell Scott)
- Michael Mosley (Malcolm Atkins)
- Robert Clohessy (L'Opérateur)
- Jaime Tirelli (Espinoza)
- Robert John Burke (Bellows)
- Otto Sanchez (Otto)
- Anthony Rapp (Larry Kellogg)
- Brennan Brown (Paul Levine)
- Lydia Grace Jordan (Alice Cain)
- Michael Mulheren (Jimbo)
- Zoe Lister-Jones (E.J.)
- Jason Cottle (Jerry)
- Henry Strozier (George Colker)
- James Urbaniak (Le Comptable)

### Épisode 4:La Piste du tueur
- États-Unis : 21 octobre 2006 sur NBC
- France : 22 novembre 2007 sur M6

- James Urbaniak (Le Comptable)
- Boris McGiver (Greene)
- Doug Hutchison (Schroeder / James Devere)
- Amy Ryan (Maureen Campbell)
- Ricky Jay (Roger Prince)
- Michael Mosley (Malcolm Atkins)
- Robert John Burke (Bellows)
- Otto Sanchez (Otto)
- Audra McDonald (Jackie Hayes)
- Reed Birney (Mancini)
- Gene Harrison (Ray Canton)
- Richard Chang (Minh Gangzhou)
- Chris Chinn (Yan Gangzhou)

### Épisode 5:Le Jeu des apparences
- États-Unis : 28 octobre 2006 sur NBC
- France : 22 novembre 2007 sur M6

- James Urbaniak (Le Comptable)
- Mädchen Amick (Vivian Guttman)
- Doug Hutchison (Schroeder / James Devere)
- Michelle Hurd (Katherine)
- David Fonteno (Gus)
- Robert John Burke (Bellows)
- Otto Sanchez (Otto)
- Michael Mosley (Malcolm Atkins)
- Robert Clohessy (L'Opérateur)
- Lydia Grace Jordan (Alice Cain)
- Ana Reeder (Ana Devere)
- Josh Pavloff (Loguasto)

### Épisode 6:Tout ne s'achète pas
- États-Unis : 24 juin 2007 sur NBC
- France : 22 novembre 2007 sur M6

- Doug Hutchison (James Devere)
- Olivia Thirlby (Aubrey Cain)
- Michael Mosley (Malcolm Atkins)
- Robert Clohessy (L'Opérateur)
- Stivi Paskoski (Détective Holly)
- Robert John Burke (Bellows)
- Otto Sanchez (Otto)
- Robert Foxworth (Benjamin Brand)
- Lydia Grace Jordan (Alice Cain)
- Michael McKenzie (Devlin Whitehead)

### Épisode 7:Au-dessus de tout soupçon
- États-Unis : 1er juillet 2017 sur NBC
- France : 29 novembre 2007 sur M6

- Giancarlo Esposito (Vance)
- Doug Hutchison (James Devere)
- Olivia Thirlby (Aubrey Cain)
- Amy Ryan (Maureen Campbell)
- Michael Mosley (Malcolm Atkins)
- Robert Clohessy (L'Opérateur)
- Jaime Tirelli (Espinoza)
- Phyllis Sommerville (Annie Phillips)
- Anthony Rapp (Larry Kellogg)
- Robert John Burke (Bellows)
- Otto Sanchez (Otto)
- Robert Foxworth (Benjamin Brand)
- Audra McDonald (Jackie Hayes)
- Lydia Grace Jordan (Alice Cain)

### Épisode 8:Pris pour cible
- États-Unis : 8 juillet 2007 sur NBC
- France : 29 novembre 2007 sur M6

- Titus Welliver (Sénateur Bill Ross)
- Madchen Amick (Vivian Guttman)
- Giancarlo Esposito (Vance)
- Ricky Jay (Roger Prince)
- Rosalyn Coleman (Trish King)
- Michael Mosley (Malcolm Atkins)
- Robert Clohessy (L'Opérateur)
- James Urbaniak (Le Comptable)
- Robert John Burke (Bellows)
- Otto Sanchez (Otto)
- Lydia Grace Jordan (Alice Cain)
- Jason Cottle (Jerry)
- Ray Ianicelli (Terry)
- Susan Kelechi Watson (Ella King)

### Épisode 9:La roue tourne
- États-Unis : 15 juillet 2007 sur NBC
- France : 6 décembre 2007 sur M6

- Tom Noonan (Gibson)
- Olivia Thirlby (Aubrey Cain)
- Phyllis Sommerville (Annie Phillips)
- Michael Mosley (Malcolm Atkins)
- James Urbaniak (Le Comptable)
- Maury Ginsberg (Docteur Emerson)
- Anne Torsiglieri (La femme du Comptable)
- Ruby Jerins (Annabel Kellogg)
- Madchen Amick (Voix de Vivian Guttman)

### Épisode 10:Dans la ligne de mire
- États-Unis : 22 juillet 2007 sur NBC
- France : 6 décembre 2007 sur M6

- Madchen Amick (Vivian Guttman)
- Chance Kelly (Campo)
- Jaime Tirelli (Espinoza)
- Michael Mosley (Malcolm Atkins)
- James Urbaniak (Le Comptable)
- Susan Kelechi Watson (Ella King)

### Épisode 11:Mutinerie
- États-Unis : 29 juillet 2007 sur NBC
- France : 6 décembre 2007 sur M6

- Titus Welliver (Sénateur Bill Ross)
- Ricky Jay (Roger Prince)
- Rosalyn Coleman (Trish King)
- Alison Bartlett (Trish Calhoun)
- Jaime Tirelli (Espinoza)
- Michael Mosley (Malcolm Atkins)
- Robert Clohessy (L'Opérateur)
- Robert John Burke (Bellows)
- Otto Sanchez (Otto)
- Khari Johnson (Kwame King)
- Susan Kelechi Watson (Ella King)

### Épisode 12:À la trace
- États-Unis : 5 août 2007 sur NBC
- France : 13 décembre 2007 sur M6

- David Patrick Kelly (Kurso)
- Elizabeth Marvel (Madeleine)
- Adam Trese (Ailes)
- Michael Mosley (Malcolm Atkins)
- Robert Clohessy (L'Opérateur)
- Jaime Tirelli (Espinoza)
- Robert John Burke (Bellows)
- Otto Sanchez (Otto)
- Lydia Grace Jordan (Alice Cain)
- Meghan Rafferty (Claire Phillips)

### Épisode 13:La Loi de la jungle
- États-Unis : 12 août 2007 sur NBC
- France : 13 décembre 2007 sur M6

- Phyllis Somerville (Annie Phillips)
- Elizabeth Marvel (Madeleine)
- Anthony Rapp (Larry Kellogg)
- Tibor Feldman (Docteur Richard Jannsen)
- Michael Mosley (Malcolm Atkins)
- Robert Clohessy (L'Opérateur)
- Lydia Grace Jordan (Alice Cain)
- Jason Cottle : Jerry